# Брек Басинџер
Брек Басинџер (енгл. Brec Bassinger; 25. мај 1999) је америчка глумица, најпознатија по улози Беле Досон у Никелодионовој серији Бела и Булдози, својој споредној улози Еме у серији Уклети Хатавејеви, по улози Рони у шоуу All Night, и по својој улози Макси у филму из 2018. године, Status Update.

## Приватни живот
Брек Басинџер живи са мајком, док је остатак њене породице остао у Тексасу. Воли да трчи, игра кошарку и одбојку. Басинџерова је као мала учествовала на такмичењима лепоте и победила на Little Miss World. Има два старија брата по имену Берик и Брик. Она има Дијабетес тип 1. Пре него што је постала глумица, Брек је била навијачица.

## Филмографија
| Година     | Назив                          | Улога                            | Напомена                                                  |
| ---------- | ------------------------------ | -------------------------------- | --------------------------------------------------------- |
| 2013, 2016 | Голдбергови                    | Зои Мекинтош                     | Епизодр: „The Circle of Driving”, „George! George Glass!” |
| 2013–2014  | Уклети Хатавејеви              | Ема                              | Споредна улога                                            |
| 2015–2016  | Бела и Булдози                 | Бела Досон                       | Главна улога                                              |
| 2015       | Можда јеси, можда ниси, вампир | Ви                               | ТВ филм                                                   |
| 2016–2018  | Школа рока                     | Кеил                             | Споредна улога                                            |
| 2018       | Status Update                  | Макси Мури                       | Филм                                                      |
| 2018       | All Night                      | Рони                             | Главна улога                                              |
| 2019       | Звездана Девојка               | Кортни Витмор / Звездана Девојка | Водећа улога                                              |